# Alberto Vázquez-Figueroa
Œuvres principales
Tuareg (1980)
Alberto Vázquez-Figueroa, né le 11 novembre 1936, est un écrivain, inventeur et industriel espagnol. Ses romans ont été vendus à plus de 25 millions d'exemplaires à travers le monde. Il est le directeur et créateur d'une société de désalinisation, A.V.F.S.L, utilisant une technique de désalinisation utilisant la pression, inventée par lui-même. 

## Filmographie
- 1978 : Oro rojo (es) d'Alberto Vázquez-Figueroa
- 1979 : Violence à Manaos (Manaos) d'Alberto Vázquez-Figueroa
- 1984 : Touareg, le Guerrier du désert (Tuareg - Il guerriero del deserto) d'Enzo G. Castellari, adapté du roman Tuareg (1980).